# JASRAC Awards
Die JASRAC Awards (englisch für JASRAC-shō, jp. JASRAC賞) sind ein Musikpreis, der seit 1982 von der Japanese Society for Rights of Authors, Composers and Publishers, kurz JASRAC, an Songwriter, Komponisten und Musikverleger vergeben wird, die die meisten Lizenzgebühren innerhalb eines Jahres erspielt haben.
Der Preis wird an die drei umsatzstärksten Werke eines Fiskaljahres in Gold, Silber und Bronze verliehen. Hinzu kommt ein Preis für das umsatzstärkste japanische Werk im Ausland und ein Preis für das kommerziell erfolgreichste nicht-japanische Werk.

## Nennenswerte Ereignisse
Im Jahr 2003 wurde der offizielle Filmsoundtrack zum Anime-Kinofilm Chihiros Reise ins Zauberland, komponiert von Joe Hisaishi, das erste rein instrumentale Werk, welches den Goldpreis ausgezeichnet wurde.
Im Jahr 2012 erwirtschaftete das Lied Sekai ni Hitotsu Dake no Hana der japanischen Boygroup SMAP das höchste Einspielergebnis in 30 Jahren des Musikpreises. Im gleichen Jahr erhielten die Lieder Heavy Rotation, Ponytail to Shushu und Beginner, die allesamt von der Idol-Gruppe AKB48 veröffentlicht wurden, den Gold-, Silber- und Bronzepreis. Es war das zweite Mal in der Geschichte der Auszeichnung nach 1996 als drei Werke des Musikkomponisten Tetsuya Komuro die höchsten Lizenzeinnahmen erwirtschaften konnten. Im Jahr 2013 erwirtschafteten erneut drei Lieder von AKB48 die meisten Lizenzeinnahmen, wobei Heavy Rotation zum zweiten Mal in Folge mit dem Goldpreis bedacht wurde. Der Silberpreis ging an das Lied Flying Get und Bronze an Everyday, Katyusha.
Bei der Verleihung im Jahr 2015 gingen erstmals vier Auszeichnungen an Werke, die für Animationsprojekte geschrieben und komponiert wurden. Der Silberpreis an den Soundtrack zur Animeserie Attack on Titan, der Bronzepreis wurde für das Titellied zur im Jahr 1978 im Fernsehen gezeigten Animeserie Lupin III.: Part 2 verliehen, während der International Award an die Serienmusik zur Anime-Produktion Dragon Ball Z ging. Als erfolgreichstes nichtjapanisches Werk wurde das Lied Let It Go aus dem Disney-Animationsfilm Frozen mit dem Foreign Award ausgezeichnet. Bei der Vergabe der JASRAC Awards im Jahr 2017 wurde der Silberpreis an den Soundtrack zur Anime-Fernsehserie Fairy Tail vergeben. Bemerkenswert ist, dass 97,7 Prozent der gesamten Lizenzeinnahmen alleine in Frankreich erwirtschaftet wurden.
Der Gewinner des Goldpreises für das Fiskaljahr 2024 erhielt zudem den Preis als Song of the Year for Creators bei den Music Awards Japan, die im Mai 2025 erstmals verliehen wurden.
In der Geschichte der Verleihung des Musikpreises konnten fünf Werke in zwei aufeinanderfolgenden Jahren jeweils die höchsten Lizenzeinnahmen generieren und den Goldpreis gewinnen:
- Inochi Kurenai, gesungen von Eiko Segawa, in den Jahren 1988 und 1989[9]
- Sekai ni Hitotsu Dake no Hana, performed von SMAP, in den Jahren 2004 und 2005[9]
- Heavy Rotation, gespielt von AKB48, in den Jahren 2012 und 2013[9]
- Gurenge von LiSA in den Jahren 2021 und 2022[10]
- Idol des J-Pop-Duos Yoasobi in den Jahren 2023 und 2024[11]

## Ausgezeichnete Werke

### 1982–1989
| Jahr | Preis               | Werke                        | Komponisten          | Songwriter                                       | Belege |
| ---- | ------------------- | ---------------------------- | -------------------- | ------------------------------------------------ | ------ |
| 1982 | Gold Award          | Okuhida bojō                 | Ryu Tetsuya          | Ryu Tetsuya                                      | [ 12 ] |
| 1982 | International Award | Sukiyaki                     | Hachidai Nakamura    | Rokusuke Ei                                      | [ 12 ] |
| 1983 | Gold Award          | Kita Sakaba                  | Taishi Nakamura      | Rei Nakanishi                                    | [ 12 ] |
| 1983 | International Award | UFOrobo gurendaizā           | Shunsuke Kikuchi     | Kogo Hotomi                                      | [ 12 ] |
| 1985 | Gold Award          | Yagiri no Watashi            | Tōru Funamura        | Miyuki Ishimoto                                  | [ 12 ] |
| 1985 | International Award | Candy Candy                  | Takeo Watanabe       | Kyoko Mizuki                                     | [ 12 ] |
| 1986 | Gold Award          | Naniwabushi dayo jinseiha    | Akihito Shikata      | Masato Fujita                                    | [ 12 ] |
| 1986 | International Award | Sukiyaki                     | Hachidai Nakamura    | Rokusuke Ei                                      | [ 12 ] |
| 1987 | Gold Award          | Koi ni Ochite -Fall in Love- | Akiko Kobayashi      | Reiko Yukawa                                     | [ 12 ] |
| 1987 | International Award | Sukiyaki                     | Hachidai Nakamura    | Rokusuke Ei                                      | [ 12 ] |
| 1988 | Gold Award          | Inochi Kurenai               | Jun Kitahara         | Osamu Yoshioka                                   | [ 12 ] |
| 1988 | Silver Award        | Yuki Kuni                    | Yoshi Ikuzō          | Yoshi Ikuzō                                      | [ 12 ] |
| 1988 | Bronze Award        | Otome no rabugēmu            | Kōji Makaino         | Tsutomo Uozomi                                   | [ 12 ] |
| 1988 | International Award | Takarajima OST               | Kentarō Haneda       |                                                  | [ 12 ] |
| 1988 | Foreign Award       | CHA-CHA-CHA                  | G. Boido, Yuji Konno | B. Reitano, B. Rosellini, F. Baldoni, F. Reitano | [ 12 ] |
| 1989 | Gold Award          | Inochi Kurenai               | Jun Kitahara         | Osamu Yoshioka                                   | [ 12 ] |
| 1989 | Silver Award        | Cheers                       | Tsuyoshi Nagabuchi   | Tsuyoshi Nagabuchi                               | [ 12 ] |
| 1989 | Bronze Award        | Mushakuryojō                 | Daizaburo Nakayama   | Daizaburo Nakayama                               | [ 12 ] |
| 1989 | International Award | UFOrobo gurendaizā OST       | Shunsuke Kikuchi     |                                                  | [ 12 ] |
| 1989 | Foreign Award       | Show Me                      | Hiromi Mori          | Hiromi Mori                                      | [ 12 ] |

### 1990–1999
| Jahr | Preis               | Werke                                     | Komponisten                            | Songwriter                             | Belege |
| ---- | ------------------- | ----------------------------------------- | -------------------------------------- | -------------------------------------- | ------ |
| 1990 | Gold Award          | Sake yo                                   | Yoshi Ikuzō                            | Yoshi Ikuzō                            | [ 12 ] |
| 1990 | Silver Award        | Cheers                                    | Tsuyoshi Nagabuchi                     | Tsuyoshi Nagabuchi                     | [ 12 ] |
| 1990 | Bronze Award        | Tonbo                                     | Tsuyoshi Nagabuchi                     | Tsuyoshi Nagabuchi                     | [ 12 ] |
| 1990 | International Award | Der letzte Kaiser OST                     | Ryuichi Sakamoto                       |                                        | [ 12 ] |
| 1990 | Foreign Award       | Turn It into Love                         | Matt Aitken, Mike Stock, Pete Waterman | Matt Aitken, Mike Stock, Pete Waterman | [ 12 ] |
| 1991 | Gold Award          | Cheers                                    | Tsuyoshi Nagabuchi                     | Tsuyoshi Nagabuchi                     | [ 12 ] |
| 1991 | Silver Award        | Futari no Osaka                           | Shosuke Ichikawa                       | Osamu Yoshioka                         | [ 12 ] |
| 1991 | Bronze Award        | Odoru Pompokolin                          | Tetsurō Oda                            | Momoko Sakura                          | [ 12 ] |
| 1991 | International Award | Ein Supertrio OST                         | Kazuo Otani                            |                                        | [ 12 ] |
| 1991 | Foreign Award       | When You Wish Upon a Star                 | Leigh Harline                          | Ned Washington, Yoji Shimamura         | [ 12 ] |
| 1992 | Gold Award          | Love Story wa Totsuzen ni                 | Kazumasa Oda                           | Kazumasa Oda                           | [ 12 ] |
| 1992 | Silver Award        | Ai wa Katsu                               | KAN                                    | KAN                                    | [ 12 ] |
| 1992 | Bronze Award        | Cheers                                    | Tsuyoshi Nagabuchi                     | Tsuyoshi Nagabuchi                     | [ 12 ] |
| 1992 | International Award | Saint Seiya OST                           | Seiji Yokoyama                         |                                        | [ 12 ] |
| 1992 | Foreign Award       | Moon River                                | Henry Mancini                          | Johnny Mercer                          | [ 12 ] |
| 1993 | Gold Award          | Say Yes                                   | Ryo Aska                               | Ryo Aska                               | [ 4 ]  |
| 1993 | Silver Award        | Boku wa kono hitomi de usowotsuku         | Ryo Aska                               | Ryo Aska                               | [ 4 ]  |
| 1993 | Bronze Award        | Kimi ga Iru Dake de                       | Kome Kome Club                         | Kome Kome Club                         | [ 4 ]  |
| 1993 | International Award | The Miracle Planet                        | Yōichirō Yoshikawa                     |                                        | [ 4 ]  |
| 1993 | Foreign Award       | When You Wish Upon a Star                 | Leigh Harline                          | Ned Washington, Yoji Shimamura         | [ 4 ]  |
| 1994 | Gold Award          | Sekaijū no Dare Yori Kitto                | Tetsurō Oda                            | Show Wesugi, Miho Nakayama             | [ 4 ]  |
| 1994 | Silver Award        | Manatsu no Yo no Yume                     | Yumi Matsutoya                         | Yumi Matsutoya                         | [ 4 ]  |
| 1994 | Bronze Award        | Makenaide                                 | Tetsurō Oda                            | Izumi Sakai                            | [ 4 ]  |
| 1994 | International Award | Magical Princess Minky Momo OST           | Hiroshi Takada (composer)              | Hiroshi Takada (composer)              | [ 4 ]  |
| 1994 | Foreign Award       | We are the Champ 〜The Name of the Game〜 | Roland Verlooven                       | Jean Déja, Armath                      | [ 4 ]  |
| 1995 | Gold Award          | survival dAnce 〜no no cry more〜         | Tetsuya Komuro                         | Tetsuya Komuro                         | [ 4 ]  |
| 1995 | Silver Award        | Innocent World                            | Kazutoshi Sakurai                      | Kazutoshi Sakurai                      | [ 4 ]  |
| 1995 | Bronze Award        | Boy Meets Girl                            | Tetsuya Komuro                         | Tetsuya Komuro                         | [ 4 ]  |
| 1995 | International Award | Captain Tsubasa OST                       | Hiromoto Tobisawa                      |                                        | [ 4 ]  |
| 1995 | Foreign Award       | We are the Champ 〜The Name of the Game〜 | Roland Verlooven                       | Jean Déja, Armath                      | [ 4 ]  |
| 1996 | Gold Award          | Wow War Tonight                           | Tetsuya Komuro                         | Tetsuya Komuro                         | [ 4 ]  |
| 1996 | Silver Award        | Crazy Gonna Crazy                         | Tetsuya Komuro                         | Tetsuya Komuro                         | [ 4 ]  |
| 1996 | Bronze Award        | Overnight Sensation                       | Tetsuya Komuro                         | Tetsuya Komuro                         | [ 4 ]  |
| 1996 | International Award | The Jungle Book OST                       | Hideo Shimazu                          |                                        | [ 4 ]  |
| 1996 | Foreign Award       | When You Wish Upon a Star                 | Leigh Harline                          | Ned Washington, Yoji Shimamura         | [ 4 ]  |
| 1997 | Gold Award          | Departures                                | Tetsuya Komuro                         | Tetsuya Komuro                         | [ 4 ]  |
| 1997 | Silver Award        | Namonaki Uta                              | Kazutoshi Sakurai                      | Kazutoshi Sakurai                      | [ 4 ]  |
| 1997 | Bronze Award        | I'm Proud                                 | Tetsuya Komuro                         | Tetsuya Komuro                         | [ 4 ]  |
| 1997 | International Award | Rupan Sensei no Theme                     | Yuji Ohno                              |                                        | [ 4 ]  |
| 1997 | Foreign Award       | Fly Me to the Moon                        | Bart Howard                            | Bart Howard, Kenji Sazanami            | [ 4 ]  |
| 1998 | Gold Award          | Can You Celebrate                         | Tetsuya Komuro                         | Tetsuya Komuro                         | [ 4 ]  |
| 1998 | Silver Award        | Face                                      | Tetsuya Komuro                         | Tetsuya Komuro, Marc Panther           | [ 4 ]  |
| 1998 | Bronze Award        | However                                   | Takuro                                 | Takuro                                 | [ 4 ]  |
| 1998 | International Award | Sailor Moon OST                           | Takanori Arisawa                       |                                        | [ 4 ]  |
| 1998 | Foreign Award       | When You Wish Upon a Star                 | Leigh Harlin                           | Ned Washington, Yoji Shimamura         | [ 4 ]  |
| 1999 | Gold Award          | Time Goes By                              | Mitsuru Igarashi                       | Mitsuru Igarashi                       | [ 4 ]  |
| 1999 | Silver Award        | White Love                                | Hiromasa Ijichi                        | Hiromasa Ijichi                        | [ 4 ]  |
| 1999 | Bronze Award        | Prinzessin Mononoke OST                   | Joe Hisaishi                           |                                        | [ 4 ]  |
| 1999 | International Award | Mila Superstar OST                        | Takeo Watanabe                         |                                        | [ 4 ]  |
| 1999 | Foreign Award       | When You Wish Upon a Star                 | Leigh Harlin                           | Ned Washington, Yoji Shimamura         | [ 4 ]  |

### 2000–2009
| Jahr | Preis               | Werke                         | Komponisten                                         | Songwriter                                          | Belege |
| ---- | ------------------- | ----------------------------- | --------------------------------------------------- | --------------------------------------------------- | ------ |
| 2000 | Gold Award          | Automatic                     | Hikaru Utada                                        | Hikaru Utada                                        | [ 4 ]  |
| 2000 | Silver Award        | Time Will Tell                | Hikaru Utada                                        | Hikaru Utada                                        | [ 4 ]  |
| 2000 | Bronze Award        | Dango San Kyōdai              | Masumi Uchino, Yoshiro Horie                        | Masumi Uchino, Masahiko Satō                        | [ 4 ]  |
| 2000 | International Award | Sailor Moon OST               | Takanori Arisawa                                    |                                                     | [ 4 ]  |
| 2000 | Foreign Award       | All You Need Is Love          | John Lennon/Paul McCartney                          | John Lennon/Paul McCartney                          | [ 4 ]  |
| 2001 | Gold Award          | Tsunami                       | Keisuke Kuwata                                      | Keisuke Kuwata                                      | [ 4 ]  |
| 2001 | Silver Award        | Seasons                       | Dai Nagao                                           | Ayumi Hamasaki                                      | [ 4 ]  |
| 2001 | Bronze Award        | Love Machine                  | Tsunku                                              | Tsunku                                              | [ 4 ]  |
| 2001 | International Award | Sailor Moon OST               | Takanori Arisawa                                    |                                                     | [ 4 ]  |
| 2001 | Foreign Award       | Livin’ la Vida Loca           | Draco Rosa, Desmond Child                           | Draco Rosa, Desmond Child                           | [ 4 ]  |
| 2002 | Gold Award          | Everything                    | Toshiaki Matsumoto                                  | Misia                                               | [ 4 ]  |
| 2002 | Silver Award        | Can You Keep a Secret         | Hikaru Utada                                        | Hikaru Utada                                        | [ 4 ]  |
| 2002 | Bronze Award        | Rai on hāto                   | Minoru Komorita                                     | Shinji Nojima                                       | [ 4 ]  |
| 2002 | International Award | Pokémon OST                   | Shinji Miyazaki                                     |                                                     | [ 4 ]  |
| 2002 | Foreign Award       | Stand by Me                   | Ben E. King, Leiber/Stoller                         | Ben E. King, Leiber/Stoller                         | [ 4 ]  |
| 2003 | Gold Award          | Spirited Away OST             | Joe Hisaishi                                        |                                                     | [ 4 ]  |
| 2003 | Silver Award        | Traveling                     | Hikaru Utada                                        | Hikaru Utada                                        | [ 4 ]  |
| 2003 | Bronze Award        | Amairo no Kami no Otome       | Kōichi Sugiyama                                     | Jun Hashimoto                                       | [ 4 ]  |
| 2003 | International Award | Pokémon BGM                   | Shinji Miyazaki                                     |                                                     | [ 4 ]  |
| 2003 | Foreign Award       | Hikari                        | Hikaru Utada                                        | Hikaru Utada                                        | [ 4 ]  |
| 2004 | Gold Award          | Sekai ni Hitotsu Dake no Hana | Noriyuki Makihara                                   | Noriyuki Makihara                                   | [ 13 ] |
| 2004 | Silver Award        | Dragon Ball Z OST             | Shunsuke Kikuchi                                    |                                                     | [ 13 ] |
| 2004 | Bronze Award        | Amairo no Kami no Otome       | Kōichi Sugiyama                                     | Jun Hashimoto                                       | [ 13 ] |
| 2004 | International Award | Pokémon BGM                   | Shinji Miyazaki                                     |                                                     | [ 13 ] |
| 2004 | Foreign Award       | Zoom-Zoom-Zoom                | João Carlos Rosman                                  | João Carlos Rosman                                  | [ 13 ] |
| 2005 | Gold Award          | Sekai ni Hitotsu Dake no Hana | Noriyuki Makihara                                   | Noriyuki Makihara                                   | [ 13 ] |
| 2005 | Silver Award        | Nada Sōsō                     | Begin                                               | Ryōko Moriyama                                      | [ 13 ] |
| 2005 | Bronze Award        | Mobile Suit Gundam SEED OST   | Toshihiko Sahashi                                   |                                                     | [ 13 ] |
| 2005 | International Award | Pokémon OST                   | Shinji Miyazaki                                     |                                                     | [ 13 ] |
| 2005 | Foreign Award       | Zoom-Zoom-Zoom                | João Carlos Rosman                                  | João Carlos Rosman                                  | [ 13 ] |
| 2006 | Gold Award          | Hana                          | Orange Range                                        | Orange Range                                        | [ 13 ] |
| 2006 | Silver Award        | Sakura                        | Ryō Tanaka, Ryōji Ōtsuka, Daizō Yoshida, Kenta Kōno | Ryō Tanaka, Ryōji Ōtsuka, Daizō Yoshida, Kenta Kōno | [ 13 ] |
| 2006 | Bronze Award        | Sekai ni Hitotsu Dake no Hana | Noriyuki Makihara                                   | Noriyuki Makihara                                   | [ 13 ] |
| 2006 | International Award | Pokémon OST                   | Shinji Miyazaki                                     |                                                     | [ 13 ] |
| 2006 | Foreign Award       | Zoom-Zoom-Zoom                | João Carlos Rosman                                  | João Carlos Rosman                                  | [ 13 ] |
| 2007 | Gold Award          | Howl’s Moving Castle OST      | Joe Hisaishi                                        |                                                     | [ 13 ] |
| 2007 | Silver Award        | Sakura                        | Kentarō Kobuchi, Shunsuke Kuroda                    | Kentarō Kobuchi, Shunsuke Kuroda                    | [ 13 ] |
| 2007 | Bronze Award        | Konayuki                      | Ryota Fujimaki                                      | Ryota Fujimaki                                      | [ 13 ] |
| 2007 | International Award | Detective Conan OST           | Katsuo Ōno                                          |                                                     | [ 13 ] |
| 2007 | Foreign Award       | Zoom-Zoom-Zoom                | João Carlos Rosman                                  | João Carlos Rosman                                  | [ 13 ] |
| 2008 | Gold Award          | Flavor of Life                | Hikaru Utada                                        | Hikaru Utada                                        | [ 13 ] |
| 2008 | Silver Award        | Neon Genesis Evangelion OST   | Shirō Sagisu                                        |                                                     | [ 13 ] |
| 2008 | Bronze Award        | Lovers Again                  | Jin Nakamura                                        | Kiyoshi Matsuo                                      | [ 13 ] |
| 2008 | International Award | Dragon Ball Z OST             | Shunsuke Kikuchi                                    |                                                     | [ 13 ] |
| 2008 | Foreign Award       | Zoom-Zoom-Zoom                | João Carlos Rosman                                  | João Carlos Rosman                                  | [ 13 ] |
| 2009 | Gold Award          | Soba ni Iru ne                | SoulJa                                              | SoulJa                                              | [ 13 ] |
| 2009 | Silver Award        | Genesis of Aquarion           | Yoko Kanno                                          | Yuho Iwasato                                        | [ 13 ] |
| 2009 | Bronze Award        | Kiseki                        | GReeeeN                                             | GReeeeN                                             | [ 13 ] |
| 2009 | International Award | Ashita no Nadja OST           | Keiichi Oku                                         |                                                     | [ 13 ] |
| 2009 | Foreign Award       | Zoom-Zoom-Zoom                | João Carlos Rosman                                  | João Carlos Rosman                                  | [ 13 ] |

### 2010–2019
| Jahr | Preis               | Werke                      | Komponisten                                 | Songwriter                                  | Belege |
| ---- | ------------------- | -------------------------- | ------------------------------------------- | ------------------------------------------- | ------ |
| 2010 | Gold Award          | Kiseki                     | GReeeeN                                     | GReeeeN                                     | [ 14 ] |
| 2010 | Silver Award        | The Birthday 〜Ti Amo〜    | Jin Nakamura, Kiyoshi Matsuo                | Kiyoshi Matsuo                              | [ 14 ] |
| 2010 | Bronze Award        | A Cruel Angel's Thesis     | Hidetoshi Satō                              | Neko Oikawa                                 | [ 14 ] |
| 2010 | International Award | Doraemon OST               | Shunsuke Kikuchi                            |                                             | [ 14 ] |
| 2010 | Foreign Award       | All You Need Is Love       | John Lennon/Paul McCartney                  | John Lennon/Paul McCartney                  | [ 14 ] |
| 2011 | Gold Award          | A Cruel Angel's Thesis     | Hidetoshi Satō                              | Neko Oikawa                                 | [ 15 ] |
| 2011 | Silver Award        | Butterfly                  | Atsushi Suemitsu                            | Kaela Kimura                                | [ 15 ] |
| 2011 | Bronze Award        | Mata Kimi ni Koi shiteru   | Masaaki Mori                                | Goro Matsui                                 | [ 15 ] |
| 2011 | International Award | Barbapapa 1999 OST         | Kenichi Kamio                               |                                             | [ 15 ] |
| 2011 | Foreign Award       | All You Need Is Love       | John Lennon/Paul McCartney                  | John Lennon/Paul McCartney                  | [ 15 ] |
| 2012 | Gold Award          | Heavy Rotation             | Yō Yamazaki                                 | Yasushi Akimoto                             | [ 16 ] |
| 2012 | Silver Award        | Ponytail to Shushu         | Shinya Tada                                 | Yasushi Akimoto                             | [ 16 ] |
| 2012 | Bronze Award        | Beginner                   | Yoshimasa Inoue                             | Yasushi Akimoto                             | [ 16 ] |
| 2012 | International Award | Doraemon OST               | Shunsuke Kikuchi                            |                                             | [ 16 ] |
| 2012 | Foreign Award       | Shall We Dance?            | Richard Rodgers                             | Oscar Hammerstein II                        | [ 16 ] |
| 2013 | Gold Award          | Heavy Rotation             | Yō Yamazaki                                 | Yasushi Akimoto                             | [ 17 ] |
| 2013 | Silver Award        | Flying Get                 | Shinya Sumida                               | Yasushi Akimoto                             | [ 17 ] |
| 2013 | Bronze Award        | Everyday, Katyusha         | Yoshimasa Inoue                             | Yasushi Akimoto                             | [ 17 ] |
| 2013 | International Award | Naruto Shippuden OST       | Yasuharu Takanashi                          |                                             | [ 17 ] |
| 2013 | Foreign Award       | Itsuka Kitto...            | Matthew Tishler                             | Atsushi                                     | [ 17 ] |
| 2014 | Gold Award          | Memeshikute                | Shō Kiryūin                                 | Shō Kiryūin                                 | [ 18 ] |
| 2014 | Silver Award        | Heavy Rotation             | Yō Yamazaki                                 | Yasushi Akimoto                             | [ 18 ] |
| 2014 | Bronze Award        | Time Goes By               | Mitsuru Igarashi                            | Mitsuru Igarashi                            | [ 18 ] |
| 2014 | International Award | Naruto Shippuden OST       | Yasuharu Takanashi                          |                                             | [ 18 ] |
| 2014 | Foreign Award       | Hey Jude                   | John Lennon/Paul McCartney                  | John Lennon/Paul McCartney                  | [ 18 ] |
| 2015 | Gold Award          | Koi Suru Fortune Cookie    | Shintarō Itō                                | Yasushi Akimoto                             | [ 6 ]  |
| 2015 | Silver Award        | Attack on Titan OST        | Hiroyuki Sawano                             |                                             | [ 6 ]  |
| 2015 | Bronze Award        | Rupan Sansei no Theme      | Yuji Ohno                                   |                                             | [ 6 ]  |
| 2015 | International Award | Dragon Ball Z OST          | Shunsuke Kikuchi                            |                                             | [ 6 ]  |
| 2015 | Foreign Award       | Let It Go                  | Kristen Anderson-Lopez, Robert Lopez        | Kristen Anderson-Lopez, Robert Lopez        | [ 6 ]  |
| 2016 | Gold Award          | R.Y.U.S.E.I.               | STY, Maozon                                 | STY                                         | [ 19 ] |
| 2016 | Silver Award        | Koi Suru no Fortune Cookie | Shintarō Itō                                | Yasushi Akimoto                             | [ 19 ] |
| 2016 | Bronze Award        | Inochi no Betsumei/Ito     | Miyuki Nakajima                             | Miyuki Nakajima                             | [ 19 ] |
| 2016 | International Award | Kiteretsu Daihyakka OST    | Shunsuke Kikuchi                            |                                             | [ 19 ] |
| 2016 | Foreign Award       | Let It Go                  | Kristen Anderson-Lopez, Robert Lopez        | Kristen Anderson-Lopez, Robert Lopez        | [ 19 ] |
| 2017 | Gold Award          | Ito                        | Miyuki Nakajima                             | Miyuki Nakajima                             | [ 7 ]  |
| 2017 | Silver Award        | Detective Conan OST        | Katsuo Ōno                                  |                                             | [ 7 ]  |
| 2017 | Bronze Award        | Dragon Quest Overture OST  | Kōichi Sugiyama                             |                                             | [ 7 ]  |
| 2017 | International Award | Fairy Tail OST             | Koji Takanashi                              |                                             | [ 7 ]  |
| 2017 | Foreign Award       | Daydream Believer          | John Stewart                                | John Stewart                                | [ 7 ]  |
| 2018 | Gold Award          | Koi                        | Gen Hoshino                                 | Gen Hoshino                                 | [ 20 ] |
| 2018 | Silver Award        | Dragon Quest Overture OST  | Kōichi Sugiyama                             |                                             | [ 20 ] |
| 2018 | Bronze Award        | UFO                        | Shun’ichi Tokura                            | Yū Aku                                      | [ 20 ] |
| 2018 | International Award | Dragon Ball Z OST          | Shunsuke Kikuchi                            |                                             | [ 20 ] |
| 2018 | Foreign Award       | Daydream Believer          | John Stewart                                | John Stewart                                | [ 20 ] |
| 2019 | Gold Award          | Hero                       | Ryosuke Imai                                | Ryosuke Imai                                | [ 21 ] |
| 2019 | Silver Award        | UFO                        | Shun’ichi Tokura                            | Yū Aku                                      | [ 21 ] |
| 2019 | Bronze Award        | Ito                        | Miyuki Nakajima                             | Miyuki Nakajima                             | [ 21 ] |
| 2019 | International Award | Dragon Ball Z OST          | Shunsuke Kikuchi                            |                                             | [ 21 ] |
| 2019 | Foreign Award       | Y.M.C.A.                   | Victor Willis, Henri Belolo, Jacques Morali | Victor Willis, Henri Belolo, Jacques Morali | [ 21 ] |

### 2020–2025
| Jahr | Preis               | Werke                | Komponisten                                                                               | Songwriter                                                                                | Belege |
| ---- | ------------------- | -------------------- | ----------------------------------------------------------------------------------------- | ----------------------------------------------------------------------------------------- | ------ |
| 2020 | Gold Award          | Lemon                | Kenshi Yonezu                                                                             | Kenshi Yonezu                                                                             | [ 22 ] |
| 2020 | Silver Award        | Dragon Quest OST     | Kōichi Sugiyama                                                                           |                                                                                           | [ 22 ] |
| 2020 | Bronze Award        | Ito                  | Miyuki Nakajima                                                                           | Miyuki Nakajima                                                                           | [ 22 ] |
| 2020 | International Award | Naruto Shippuden OST | Koji Takanashi                                                                            |                                                                                           | [ 22 ] |
| 2020 | Foreign Award       | U.S.A.               | Cirelli Donatella, Claudio Accatino, Anna Maria Gioco                                     | Cirelli Donatella, Severino Lombardoni                                                    | [ 22 ] |
| 2021 | Gold Award          | Gurenge              | Kayoko Kusano                                                                             | LiSA                                                                                      | [ 23 ] |
| 2021 | Silver Award        | Pretender            | Satoshi Fujiwara                                                                          | Satoshi Fujiwara                                                                          | [ 23 ] |
| 2021 | Bronze Award        | Lemon                | Kenshi Yonezu                                                                             | Kenshi Yonezu                                                                             | [ 23 ] |
| 2021 | International Award | Naruto Shippuden OST | Koji Takanashi                                                                            |                                                                                           | [ 23 ] |
| 2021 | Foreign Award       | Daydream Believer    | John Stewart                                                                              | John Stewart                                                                              | [ 23 ] |
| 2022 | Gold Award          | Gurenge              | Kayoko Kusano                                                                             | LiSA                                                                                      | [ 24 ] |
| 2022 | Silver Award        | Homura               | Yuki Kajiura                                                                              | LiSA                                                                                      | [ 24 ] |
| 2022 | Bronze Award        | Dry Flower           | Yuuri                                                                                     | Yuuri                                                                                     | [ 24 ] |
| 2022 | International Award | Naruto Shippuden OST | Koji Takanashi                                                                            |                                                                                           | [ 24 ] |
| 2022 | Foreign Award       | Dynamite             | Jessica Agombar, David Stewart                                                            | Jessica Agombar, David Stewart                                                            | [ 24 ] |
| 2023 | Gold Award          | Dry Flower           | Yuuri                                                                                     | Yuuri                                                                                     | [ 25 ] |
| 2023 | Silver Award        | Yoru ni Kakeru       | Ayase                                                                                     | Ayase                                                                                     | [ 25 ] |
| 2023 | Bronze Award        | Zankyōsanka          | Masahiro Tobiuchi                                                                         | Aimer                                                                                     | [ 25 ] |
| 2023 | International Award | Naruto Shippuden OST | Koji Takanashi                                                                            |                                                                                           | [ 25 ] |
| 2023 | Foreign Award       | Butter               | Jenna Andrews, RM, Rob Grimaldi, Stephen Kirk, Alex Bilowitz, Sebastian Garcia, Ron Perry | Jenna Andrews, RM, Rob Grimaldi, Stephen Kirk, Alex Bilowitz, Sebastian Garcia, Ron Perry | [ 25 ] |
| 2024 | Gold Award          | Idol                 | Ayase                                                                                     | Ayase                                                                                     | [ 26 ] |
| 2024 | Silver Award        | Kawaikute Gomen      | shito                                                                                     | shito                                                                                     | [ 26 ] |
| 2024 | Bronze Award        | Senkō                | Yōhei Kawakami                                                                            | Yōhei Kawakami                                                                            | [ 26 ] |
| 2024 | International Award | Naruto Shippuden OST | Koji Takanashi                                                                            |                                                                                           | [ 26 ] |
| 2024 | Foreign Award       | Bitter Sweet Samba   | Sol Lake                                                                                  |                                                                                           | [ 26 ] |
| 2025 | Gold Award          | Idol                 | Ayase                                                                                     | Ayase                                                                                     | [ 27 ] |
| 2025 | Silver Award        | Bling-Bang-Bang-Born | DJ Matsunaga                                                                              | R-Shitei                                                                                  | [ 27 ] |
| 2025 | Bronze Award        | Show                 |                                                                                           | Tophamat-Kyo, Giga, TeddyLoid                                                             | [ 27 ] |
| 2025 | International Award | One Piece OST        | Kōhei Tanaka                                                                              | Kōhei Tanaka                                                                              | [ 27 ] |
| 2025 | Foreign Award       | Soul Bossa Nova      | Quincy Jones                                                                              |                                                                                           | [ 27 ] |